# Salt Lake Assembly Hall

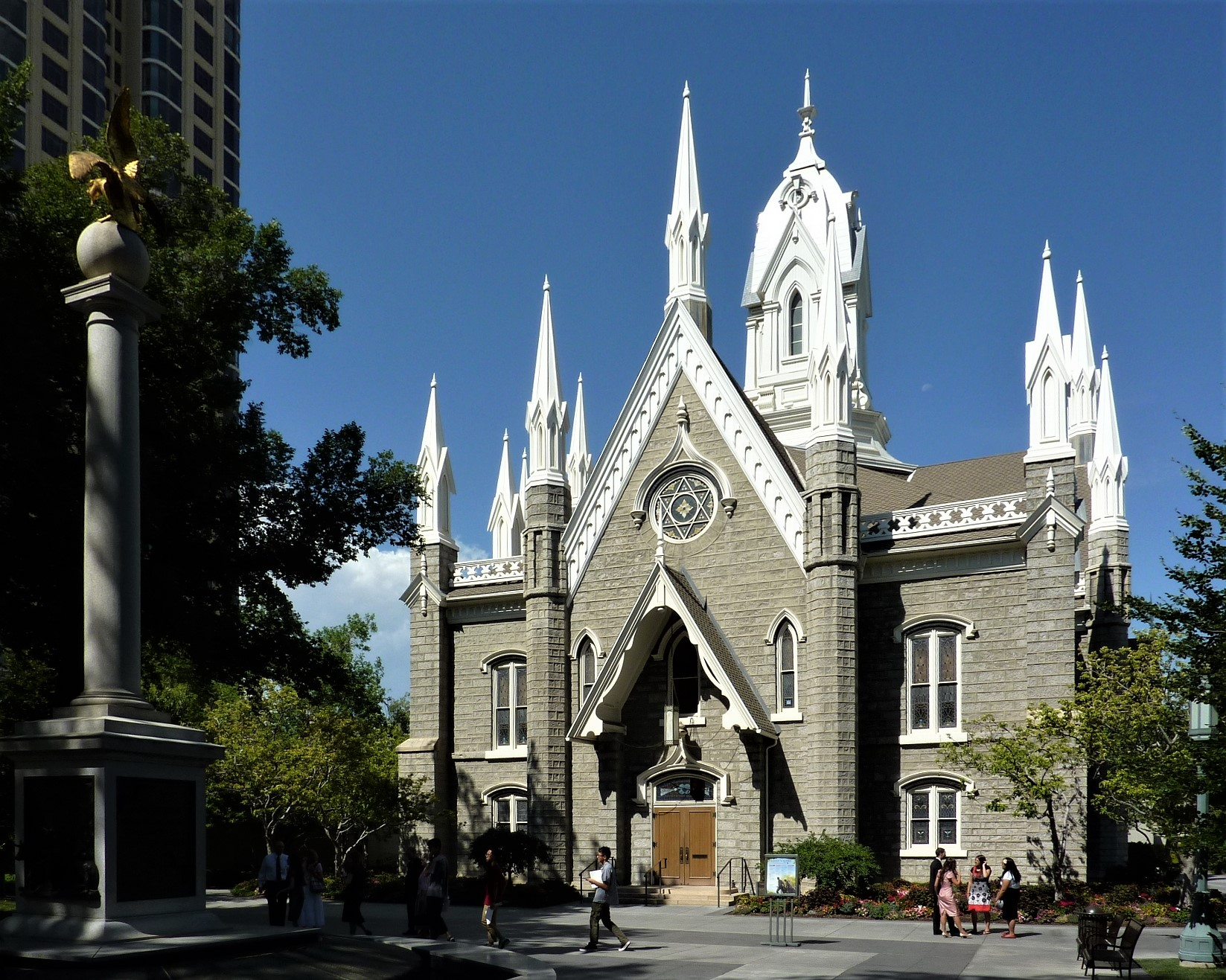
Vordereingang der Halle mit dem Seagull Monument links

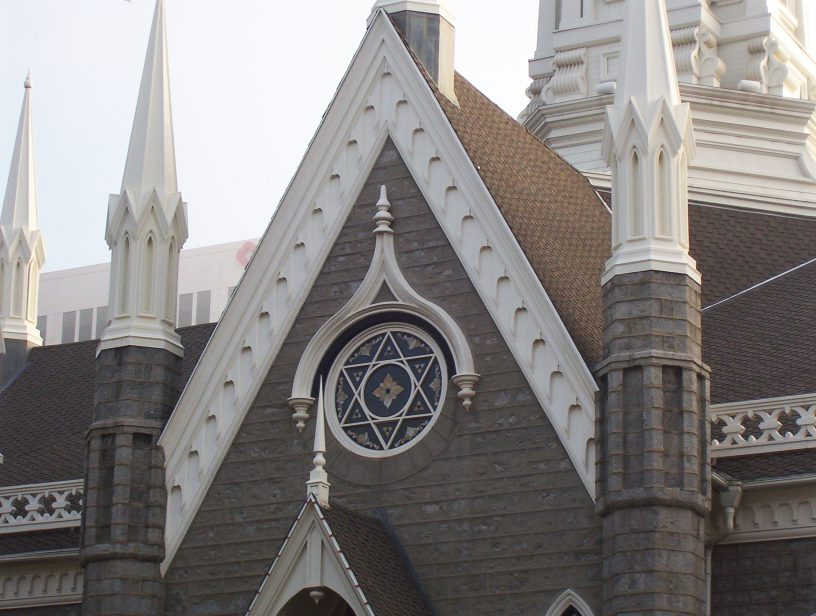
Hier wird ein Davidstern gezeigt

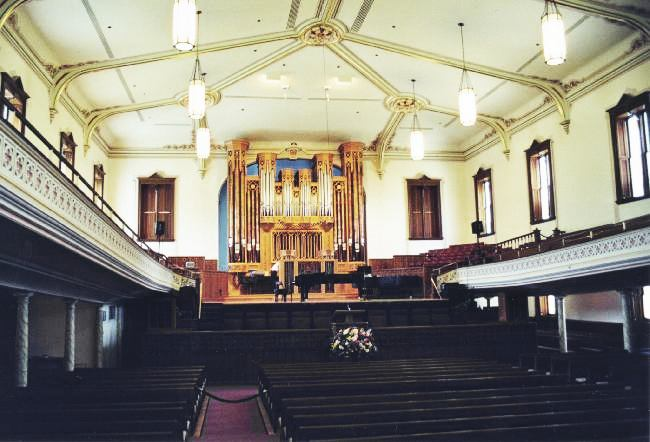
Der Innenraum der Assembly Hall

Die Salt Lake Assembly Hall ist eines der Gebäude das der Kirche Jesu Christi der Heiligen der Letzten Tage gehört, an der südwestlichen Ecke des Temple Square in Salt Lake City, Utah. Es hat eine Sitzkapazität für eine Zuschauermenge von ungefähr vierzehnhundert Personen.

## Entwurf
Die Salt Lake Assembly Hall ist eine neugotische Versammlungshalle. Raue Granitwände sind in Kreuzform angelegt, deshalb schaut sie von außen aus, wie eine kleine gotische Kathedrale. Vierundzwanzig Helme markieren den Umkreis des Grundrisses des Gebäudes und ein Turm steht auf der Vierung. Der Kreuzgrundriss wird ergänzt durch einen Davidstern, hoch umschrieben über jedem Eingang. Diese symbolisieren die Ansicht der Mormonen, dass sie eine Wiederherstellung der biblischen Israeliten seien.
Jedoch täuscht die neugotische Außenfassade. Sie verbirgt einen modernen Innenraum ohne Gewölbedecke.
Obwohl sie aus dem gleichen Stein gebaut wurde wie der Salt-Lake-Tempel, sieht die Außenhülle der Halle total anders aus. Die Steine für die Halle wurden nicht behauen wie die des Tempels. Dies ist verantwortlich für die dunklen, rauen Wände und die breiten Fugen zwischen den Steinen.
Das Seagull Monument ist direkt vor dem Gebäude, in östlicher Richtung.

## Geschichte
Der Bau der Halle begann am 11. August 1877. Der Bau begann auf der südwestlichen Ecke des Temple Square, an der Stelle wo früher das „Alte Tabernakel“ stand, das früher in diesem Jahr abgerissen worden war. Das alte Gebäude war aus Lehmziegeln, und die Kirche entschied, dass es nicht ausreichend sei, und ließ es abreißen. Das „Alte Tabernakel“ sollte nicht verwechselt werden mit dem jetzt noch stehenden Salt-Lake-Tabernakel, das im Jahre 1867 gebaut wurde. Das überdachte Tabernakel ist genau nördlich von der Assembly Hall.
Während der ersten zwei Baujahre wurde die Halle verwirrenderweise das „neue Tabernakel“ genannt. John Taylor, damals der Präsident der Kirche, machte der Verwirrung ein Ende, indem er das Gebäude im Jahre 1879 „Salt Lake Assembly Hall“ nannte.
Obed Taylor war der Architekt, dem der Auftrag zugeteilt wurde und er baute die Halle im  neugotischen Stil, der zu dieser Zeit populär war. Es wurden meistens Steine benutzt, die beim Bau des Salt-Lake-Tempels übriggeblieben waren. Der Chefbauer Henry Grow vervollständigte die Konstruktion im Jahre 1882 zu einem Gesamtkostenpreis von 90.000 Dollar.
Nach dem Salt-Lake-Tabernakel ist die Assembly Hall das zweite permanente Gebäude am Temple Square. Es wurde jedoch mehrmals verändert seit der Fertigstellung. Ein fliegender Engel als Windrichtungsgeber wie auf dem Nauvoo-Tempel wurde entfernt. Zusätzlich wurden die originalen Wandgemälde übermalt, die antike und moderne Propheten der HLT-Kirche darstellten.
Die umfangreichsten Renovierungen wurden in den Jahren 1979 bis 1983 durchgeführt. Alle 24 Helme wurden durch glasfaserverstärkte Kunststoff-Teile ersetzt. Zusätzlich wurden alle Bänke aus Weichholz erneuert und eine neue Orgel mit 3489 Pfeifen mit einem „deutschen Akzent“ wurde eingebaut.  Die Geräuschkulisse im Gebäude wurde verbessert, indem hunderte kleine Mikrophone eingebaut wurden.
Heutzutage werden in der Assembly Hall freie Konzerte abgehalten und sie wird als Zusatzraum für die Zuschauer der Generalkonferenz benutzt.